# ياسر الدعيدع
ياسر عبد الرحمن الدعيدع (مواليد 25 يونيو 2001) هو لاعب كرة قدم سعودي يلعب في نادي البطين.

## مسيرة اللاعب
بدأ مع ناشئي نادي الهلال و انتقل للعب مع نادي الشباب لدرجة الشباب و بعدها لعب في نادي المزاحمية ونادي البطين.